# Malanów (gmina)
Malanów – gmina wiejska w województwie wielkopolskim, w powiecie tureckim.
Gmina zasięgiem swym obejmuje 17 sołectw: Bibianna, Celestyny, Czachulec Stary, Dziadowice, Dziadowice-Folwark, Feliksów, Grąbków, Kotwasice, Malanów, Miłaczew, Kolonia Miłaczew, Miłaczewek, Poroże, Rachowa, Skarżyn-Kolonia, Targówka i Żdżenice. Siedziba gminy to Malanów.

## Położenie i rzeźba terenu
Gmina położona jest w południowo-wschodniej części województwa wielkopolskiego, na wysokości od 112 m n.p.m. do 193 m n.p.m. (kulminacja Wysoczyzny Tureckiej zlokalizowana we wsi Czachulec Stary). Rzeźba terenu jest zróżnicowana, a w ukształtowaniu powierzchni terenu gminy wyróżnić można trzy zasadnicze obszary: Równinę Turecko-Liskowską, Kotlinę Malanowską oraz Wał Malanowski. Deniwelacje między poszczególnymi formami morfologicznymi a także w ich obrębie nie są duże - największa (około 25 metrów) występuje w obrębie Kotliny Malanowskiej. Natomiast spadki terenu są największe na nielicznych stokach Wału Malanowskiego (8-15%) oraz w obrębie pól wydmowych o nieregularnych kształtach (5-25%). Stolica gminy znajduje się w środkowo-zachodniej części Wału Malanowskiego.
Pomimo przeprowadzenia głębokich odwiertów w poszukiwaniu ropy naftowej, na terenie gminy nie odkryto żadnych znaczących bogactw mineralnych. Eksploatowane są jedynie złoża piasku i żwiru.
Krajobraz tego terenu został ukształtowany w wyniku zlodowacenia środkowopolskiego. Jego cechą charakterystyczną jest zupełny brak jezior naturalnych. Rzeźba terenu jest dość urozmaicona. Położone tu wzgórza, głównie pochodzenia kemowego - powstałe w wyniku segregacji materiału morenowego wymywanego z lodu przez wody roztopowe - osiągają znaczne wysokości.

### Warunki wodne
Teren gminy charakteryzuje się słabo rozwiniętą siecią rzeczną. Brak jest na tym terenie większych rzek, a nieliczne cieki wodne (największy - Kiełbaska - lewy dopływ Warty, a także m.in. Czarna Struga, Żabianka) rozpoczynają swój górny bieg (Kiełbaska w pobliżu miejscowości Żdżenice, na wysokości około 138 m n.p.m., u podnóża Wału Malanowskiego). Wszystkie cieki z terenu gminy prowadzą niewielkie ilości wody uzależnione głównie od ilości opadów atmosferycznych. Część z nich znika w piaskach na zboczach i u podnóża wału lub zasila niewielkie obszary stałych podmokłości. Niektóre odcinki cieków charakteryzują się stałym lub okresowym zanikaniem wody. Ogólny spływ wód powierzchniowych zaznacza się w kierunku zachodnim i wschodnim.
Brak jest również naturalnych powierzchniowych zbiorników wodnych. Spotyka się tylko małe zbiorniki potorfowe w dolinach.
W okrębie dolin rzecznych wody podziemne zalegają płytko, z reguły do głębokości 1 m p.p.t. Wyjątek stanowią obszary wydmowe, gdzie zwierciadło wody zalega około 5 m p.p.t. W strefie Wału Malanowskiego wody występują płytko (0,5–2 m p.p.t.).

### Złoża naturalne
Na terenie gminy Malanów udokumentowano złoża kruszywa naturalnego:
- Młyny Miłaczewskie - jedyne eksploatowane złoże na terenie gminy, udokumentowane dla potrzeb drogownictwa w 1980 roku, zajmuje powierzchnię 5 ha, zatwierdzone zasoby bilandowe wynosiły 835 tys. ton; zaleganie złoża pod nakładem o grubości do 2,2 m (średnio 0,6 m); miąższość waha się w przedziale 4,6–10 m (średnio 8,9 m)
- Grąbków - udokumentowane w roku 1989, powierzchnia 2,3 ha, zatwierdzone zasoby 404 tys. ton. Złoże zalega pod nadkładem od 0,2 do 1,4 m (średnio 0,5 m), miąższość od 3,8 do 14,8 m (średnio 8,9 m)

Ponadto udokumentowano cztery złoża torfu, które ze względu na ich miąższość nie nadają się do eksploatacji na większą skalę:
- Małoszyna - 14 tys. m³
- Dziadowice - 21 tys. m³
- Truskowice - 12 tys. m³
- Leśnictwo - 13 tys. m³

### Sąsiednie gminy
Gmina Malanów sąsiaduje z następującymi gminami: Mycielin (od północnego zachodu), Ceków-Kolonia (od południa), Kawęczyn (od południa i wschodu), Turek (od wschodu), Tuliszków (od północy).

## Struktura powierzchni
Gmina Malanów ma obszar 107,17 km², w tym:
- użytki leśne: 27,5 km² (25,66%)
- użytki rolne: 66,94 km² (62,46%), w tym:
  - grunty orne: 55,26 km² (82,55%)
  - sady: 0,41 km² (0,61%)
  - użytki zielone: 4,35 km² (6,49%)

Gmina stanowi 11,53% powierzchni powiatu.

## Sieć osadnicza
W układzie sieci osadniczej gminy można wyróżnić dwa wiodące rejony oddziaływania; jako pierwszy rejon wsi Malanów, pełniącej dodatkowo funkcję ośrodka lokalnego gminnego, w skład którego wchodzą wsie Malanów, Feliksów, Targówka, Grąbków (około 3 tysiące osób, co stanowił 45% ogółu ludności gminy), drugi rejon to rejon wsi Kotwasice, obejmujący wsie Kotwasice, Dziadowice, Dziadowice-Folwark (ponad 1,5 tysiąca osób, niemal 25% ogółu ludności). Wymienione powyżej wsie to główne wsie rozwojowe gminy, do których należy dodać jeszcze wieś Żdżenice.

## Gleby
Gleby gminy Malanów wykazują duże zróżnicowanie pod względem typologicznym. Utwory tu występujące są starsze wiekiem od zlodowacenia bałtyckiego. W centralnej części gminy gleby są wytworzone z glin zwałowych czarnobrązowych, na obrzeżach występuje materiał fluwioglacjalny, gleby wytworzone z piasków warstwowych wodnolodowcowych. Gleby łąkowe to przewadze murszaste i murszowo-mineralne. Tutejsze gleby są na ogół słabe, często podmokłe, nie tworzą zwartych kompleksów, gdyż rozdziela je duża ilość małych obszarów lasów.
Przydatność gleb do produkcji rolnej według kompleksów glebowych:
- kompleks (2) pszenny dobry - 2,6%
- kompleks (3) pszenny wadliwy - 0,5%
- kompleks (4) żytni bardzo dobry - 11,4%
- kompleks (5) żytni dobry - 10,3%
- kompleks (6) żytni słaby - 18,2%
- kompleks (7) żytni bardzo słaby - 39,1%
- kompleks (8) zbożowo-pastewny mocny - 2,6%
- kompleks (9) zbożowo-pastewny słaby - 15,3%

Na terenie gminy zaznaczają się trzy zasadnicze rejony o układzie południkowym - są to Wał Malanowski oraz tereny położone na wschód i zachód od wału. W granicach wału występują największe powierzchnie najlepszych na terenie gminy gleb, wytworzone na glinach i piaskach gliniastych. Tereny na zachód i wschód od wału charakteryzują się przewagą gleb słabych, wytworzonych z piasków lub piasków gliniastych podścielonych piaskiem.
Najlepsze na terenie gminy gleby 2 i 4 kompleksu przydatności rolniczej występują, z uwzględnieniem wielkości malejącej powierzchni, w rejonach wsi: Miłaczew, Malanów, Grąbków, Skarżyn-Kolonia, Czachulec Stary, Poroże, Żdżenice, Dziadowice, Miłaczewek, Kotwasice, Dziadowice-Folwark i Feliksów. ogółem gleby tych kompleksów zajmują obszar około 84,3 ha, co stanowi około 14% areału gruntów ornych.
Gleby dobre 3, 5 i 8 kompleksu przydatności rolniczej występują według malejącej wielkości powierzchni w miejscowościach: Kotwasice, Grąbków, Dziadowice, Miłaczewek, Malanów, Miłaczew, Żdżenice, Skarżyn-Kolonia, Czachulec Stary, Poroże, Dziadowice-Folwark, Rachowa, Targówka, Feliksów i Zygmuntówek. Ogółem gleby tych kompleksów zajmują obszar około 817 ha, co stanowi 13% gruntów ornych.
Pozostały obszar zajmują słabe gleby kompleksów 6, 7 i 9.
Podział użytków zielonych według kompleksów glebowych:
- kompleks użytków zielonych średnich (2z) – 25% (317 ha)
- kompleks użytków zielonych słabych (3z) – 75% (948 ha)

Większe obszary użytków zielonych występują w północno-zachodniej części gminy w dolinie rzeki Powy, w południowo-zachodniej części w dorzeczu rzeki Swędrni oraz we wschodniej części gminy w dorzeczu rzeki Kiełbaski. Małe powierzchnie użytków zielonych położone są w dnach dolin rozcinających Wał Malanowski i w obniżeniach położonych na całym obszarze.
Gmina Malanów charakteryzuje się glebami o słabej bonitacji - największy udział mają gleby klasy V i VI, stanowiąc razem blisko 70% ogólnej powierzchni. Zaznacza się całkowity brak gleb I i II klasy bonitacyjnej. Jakość gleb nie predestynuje do prowadzenia intensywnej produkcji rolniczej.
Udział gleb poszczególnych klas bonitacyjnych w gminie:
- klasa IIIa - 1,7% (88 ha)
- klasa IIIb - 8,8% (574 ha)
- klasa IVa - 14,9% (887 ha)
- klasa IVb - 5% (401 ha)
- klasa V - 37,1%
- klasa VI - 32,5%

## Klimat
Wielkości podstawowych elementów klimatycznych dla terenu gminy Malanów:
- średnia temperatura
  - roczna: 7,9 °C
  - stycznia: -2,6 °C
  - lipca: 17,9 °C
- temperatury poniżej 0 °C średnio pomiędzy 14 października a 28 kwietnia (skrajnie między 26 września a 20 maja)
- wilgotność względna (średnia roczna): 81%
- zachmurzenie (średnie roczne): 65%
- średnia prędkość wiatru
  - roczna: 2,7 m/s
  - stycznia: 3,3 m/s
  - lipca: 2,4 m/s
- ilość opadów (średnia roczna): 566 mm
- średnia roczna ilość dni z pokrywą śnieżną: 56,5 dnia
- śnieg występuje średnio pomiędzy 3 grudnia a 27 marca

## Demografia
Dane statystyczne (stan na 31 grudnia 2009):
- Ludność: 6501 osób[3]
  - w wieku przed produkcyjnym: 1548 osób (w tym 773 kobiet)[4]
  - w wieku produkcyjnym: 4040 osób (w tym 1865 kobiet)[4]
  - w wieku poprodukcyjnym: 913 osób (w tym 635 kobiet)[4]

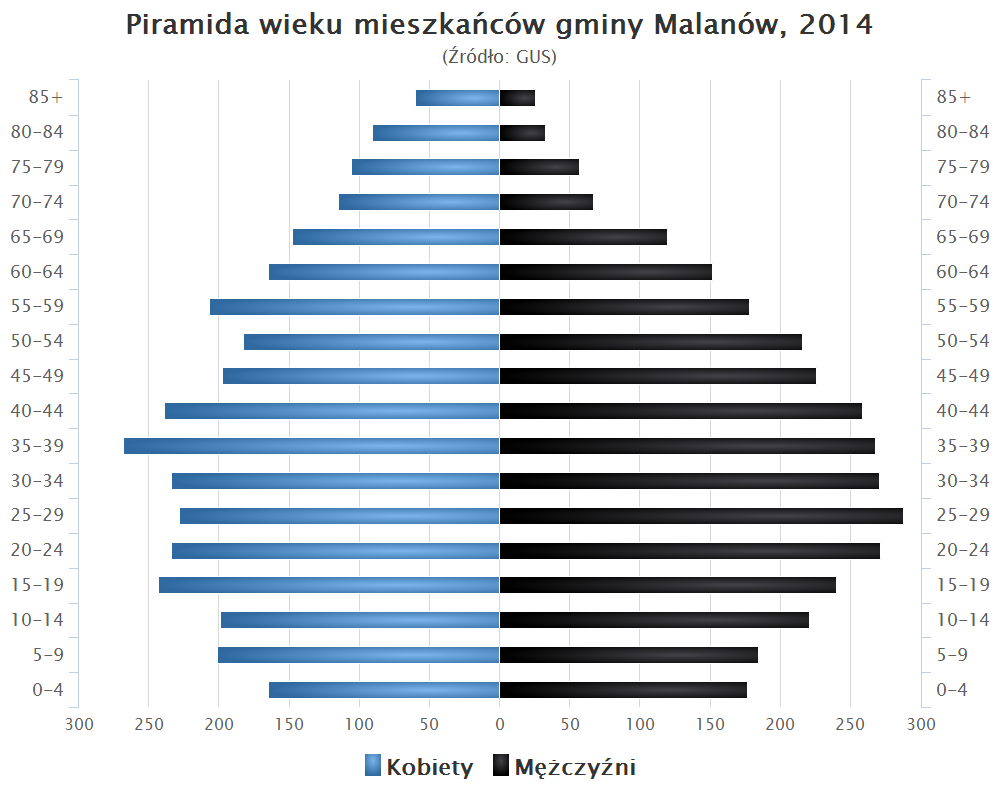
Piramida wieku mieszkańców gminy Malanów w 2014 roku

- Współczynnik feminizacji: 101[3]

## Gospodarka
Gmina Malanów jest gminą rolniczą. Na terenie gminy działa około 200 podmiotów gospodarczych, które w większości zajmują się działalnością handlową i usługową. Głównym zakładem produkcyjnym jest firma "Sun Garden" produkująca meble ogrodowe.

## Rolnictwo
W produkcji rolnej w strukturze zasiewów gminy dominują zboża (62,4%). Ziemniaki zajmują 7,3% powierzchni zasiewów. Pozostałe uprawy w skali gminy nie mają dużego znaczenia. Buraki cukrowe i kukurydza mają w strukturze zasiewów marginalne znaczenie (odpowiednio 0,02% i 1,4%). Produkcja ogrodnicza ogranicza się do upraw w ogrodach przydomowych.
Pod względem wielkości produkcji trzody chlewnej gmina Malanów zajmuje jedno ostatnich miejsc w powiecie: na 100 ha użytków rolnych w gminie Malanów przypadają 54 szt, podczas gdy w powiecie 115 szt trzody chlewnej. Obsada bydła w przeliczeniu na 100 ha użytków rolnych wynosi 48,6 szt.

## Media
Ponad 85% wsi należących do gminy posiada sieć wodociągową, zasilaną z 4 hydroforni umiejscowionych w Malanowie, Kotwasicach, Miłaczewie oraz Czachulcu. Łącza długość sieci wodociągowej to 126,4 km z 1155 przyłączami.
Od roku 1998 Malanów posiada nowoczesną biologiczno-chemiczną oczyszczalnię ścieków typu lemna, o przepustowości 320 m³ na dobę, oczyszczającą ścieki doprowadzane kanalizacją o łącznej długości 15 km.
Na terenie gminy funkcjonowały dwa składowiska odpadów (w Malanowie i Kotwasicach), które są nieczynne od czerwca 2006 roku. Gmina Malanów przystąpiła do Związku Komunalnego "Czyste Miasto - Czysta Gmina" w Kaliszu.

## Komunikacja
Najważniejszą arterią komunikacyjną gminy jest droga wojewódzka nr 470, biegnąca na odcinku 9,714 km na osi NE-SW.
Ponadto przez teren gminy przebiegają następujące drogi powiatowe, których długość na terenie gminy wynosi 34,239 km:
- 4487P (Malanów-Przespolew Kościelny, na odcinku do wsi Poroże)
- 4488P (Malanów-Grzymiszew, na odcinku do wsi Dziadowice-Folwark)
- 4489P (Malanów-Żdżary, na odcinku do wsi Skarżyn-Kolonia)
- 4490P (Grąbków-Kowale Pańskie, na odcinku do Kolnicy)
- 4491P (od wsi Miłaczew w kierunku Młodzianowa)
- 4507P (we wsi Czachulec Stary w kierunku Nowego Czachulca)
- 4583P (Słodków-Kolonia-Smaszew, we wsi Bibianna
- 4602P (we wsi Czachulec Stary w kierunku Przespolewa Kościelnego)

Długość dróg gminnych wynosi 242 km.
Brak tu czynnych linii kolejowych (przez miejscowość Bibianna przebiega kilkaset metrów nieczynnej Kaliskiej Kolei Dojazdowej).
Gmina posiada regularne połączenia autobusowe zarówno lokalne (m.in. Turek, Kalisz, Lisków, Małgów, Będziechów, Skarżyn), jak i dalekobieżne (Wrocław, Świeradów-Zdrój, Płock), obsługiwane przez Przedsiębiorstwa Komunikacji Samochodowej w Turku, Kaliszu i Gostyninie.

## Historia
Od 1867 roku gmina wchodziła w skład powiatu tureckiego, początkowo w guberni kaliskiej, a od 1919 roku w województwie łódzkim.
W 1937 roku gmina Malanów została zniesiona (w związku z reformą gminną przeprowadzoną na terenie powiatu tureckiego w 1937 roku, polegającą na zniesieniu 16 gmin wiejskich, a w ich miejsce utworzeniu 7 nowych), a jej obszar wszedł w całości w skład nowo powstałej gminy Dziadowice, która istniała aż do 1954 roku.
Po reaktywowaniu gmin z dniem 1 stycznia 1973 roku utworzono gminę Malanów, stanowiącą terytorialny odpowiednik istniejącej w latach 1954–1973 gminy Dziadowice.
W latach 1975–1998 gmina należała do województwa konińskiego.

## Władze gminy
- Wójt Gminy:  Ireneusz Augustyniak
- Przewodniczący Rady Gminy: Karol Płóciennik
- Skarbnik Gminy: Marzanna Szczap
- Sekretarz Gminy: Łukasz Nowak

## Placówki oświatowe
Na terenie gminy Malanów funkcjonuje sześć placówek oświatowych:
- Gminne Przedszkole w Malanowie
- Szkoła Podstawowa im. Powstańców Wielkopolskich w Malanowie
- Szkoła Podstawowa w Dziadowicach
- Szkoła Podstowowa w Kotwasicach
- Szkoła Podstawowa w Miłaczewie
- Gimnazjum w Malanowie

## Zabytki
Na terenie gminy znajduje się pięć zabytków nieruchomych wpisanych do rejestru zabytków:
- kościół parafialny pw. świętych Stanisława i Mikołaja w Malanowie[14]
- dzwonnica drewniana w Malanowie[15]
- zajazd z połowy XIX wieku w Malanowie[16]
- wiatrak koźlak w Miłaczewku[17]
- wiatrak koźlak w Żdżenicach[18]

Oprócz tego następujące obiekty znajdują się w gminnej ewidencji zabytków:
- Bibianna
  - kapliczka, mur., 1927 r.
  - zagroda nr 14
    - budynek gospodarczy, mur., poł. XX w.
    - stodoła, drewn., I ćw. XX w.

  - zagroda nr 56
    - dom, drewn., ok. 1930 r.
    - stodoła, drewn., pocz. XX w.
    - obora, drewn., pocz. XX w.

  - zagroda nr 62
    - budynek inwentarski, mur., poł. XX w.
    - stodoła, drewn., l. 30 XX w.

  - dom nr 7, mur.-ruda, k. XIX w.
  - dom nr 8, mur.-ruda, pocz. XX w.
  - dom nr 24, mur., 1936 r.
  - dom nr 29, drewn., ok. 1932 r.
  - dom nr 32, drewn., ok. 1930 r.
  - dom nr 57, mur., 1935 r.
  - dom nr 59, drewn., ok. 1920 r.
  - dom nr 65, drewn., 1907 r.
- Brody
  - zagroda nr 10
    - dom, drewn., ok. 1925 r.
    - stodoła, drewn., ok. 1925 r.

  - dom nr 6, glin., 1925 r.
  - dom nr 9, drewn., pocz. XX w.
  - dom nr 15, drewn., ok. 1900 r.
- Celestyny
  - cmentarz ewangelicki, k. XIX w.
  - zagroda nr 3
    - dom, mur., 1935 r.
    - obora, mur., 1935 r.

  - zagroda nr 6
    - dom, mur., pocz. XX w.
    - budynek inwentarski, glin., pocz. XX w.

  - zagroda nr 20
    - dom, drewn., ok. 1930 r.
    - stodoła, drewn., ok. 1930 r.

  - dom nr 15, drewn., ok. 1928 r.
  - dom nr 18, drewn., 1925-1930 r.
  - dom nr 19, mur., ok. 1930 r.
  - dom nr 22, drewn., pocz. XX w.
  - dom nr 26, mur., pocz. XX w.
- Czachulec Stary
  - cmentarz ewangelicki, XIX w.
  - stodoła w zagrodzie nr 3, drewn., 1920 r.
- Dziadowice
  - kapliczka, mur., ok. 1930 r.
  - dom nr 47, drewn., 1922 r.
- Dziadowice-Folwark
  - dom nr 25, drewn., ok. 1930 r.
- Feliksów
  - zagroda nr 54
    - dom, drewn., II poł. XIX w.
    - stodoła, drewn., pocz. XX w.

  - dom nr 31, drewn., XIX/XX w.
  - dom nr 45, drewn., XIX/XX w.
  - dom nr 47, mur., ok. 1925 r.
  - dom nr 57, drewn., ok. 1910 r.
  - dom nr 73, drewn., ok. 1936 r.
- Grąbków
  - dom nr 6, drewn.-mur., I ćw. XX w.
  - dom nr 14, drewn., I ćw. XX w.
  - dom nr 22, drewn., I ćw. XX w.
  - dom nr 23, mur.- wapień-cegła, l. 50 XX w.
  - dom nr 25, mur.- wapień-cegła, l. 50 XX w.
  - dom nr 28, drewn., I ćw. XX w.
  - dom nr 37, mur.- wapień-cegła, l. 50 XX w.
  - dom nr 38, mur.- wapień-cegła, l. 50 XX w.
  - dom nr 42, glin., ok. 1925 r.
  - dom nr 45, drewn., ok. 1939 r.
- Kotwasice
  - cmentarz ewangelicki, k. XIX w.
  - szkoła, mur., I ćw. XX w.
  - zagroda nr 34
    - dom, mur. z wapienia, l. 50 XX w.
    - budynek gospodarczy, glin., I poł. XX w.

  - dom nr 5, drewn., ok. 1920 r.
  - dom nr 10, mur., 1925 r.
  - dom nr 11, drewn., ok. 1930 r.
  - dom nr 13, mur., ok. 1925 r.
  - dom nr 20, mur., 1932-1935 r.
  - dom z częścią gospodarczą nr 24, mur. z wapienia, l. 50 XX w.
  - dom nr 137, drewn., ok. 1920 r.
  - dom nr 139, drewn., k. XIX w.
- Malanów
  - zespół kościoła parafialnego p.w. św. Stanisława Biskupa Męczennika i św. Mikołaja Biskupa
    - kościół, drewn., 1871-1874 r.
    - dzwonnica, drewn., II poł. XIX w.
    - ogrodzenie z bramą, mur., ok. 1930 r.
    - plebania, mur., XIX/XX w.

  - zespół cmentarza katolickiego
    - cmentarz katolicki, II poł. XIX w.
    - mur ogrodzeniowy, mur., 2 poł. XIX w.
    - brama, mur.-żel., II poł. XIX w.

  - krzyż przydrożny, mur.-żel., ok. 1925 r.
  - ul. Południowa
    - zajazd (obecnie dom), mur., I poł. XIX w.

  - ul. Kaliska
    - dom nr 14, mur., ok. 1920 r.

  - ul. Parkowa
    - dom nr 3, drewn., ok. 1930 r.

  - ul. Turecka
    - dom nr 12, glin.-mur., ok., 1930 r.
- Miłaczew
  - kapliczka, mur., ok. poł. XX w.
  - dom nr 40, glin., pocz. XX w.
  - dom nr 42, mur., ok. 1925 r.
  - dom nr 49, mur., I poł. XX w.
- Miłaczewek
  - wiatrak koźlak, drewn., 1793 r.
  - dom nr 1, mur., 1927 r.
  - dom nr 3, mur., I ćw. XX w.
  - dom nr 11, drewn., ok. 1930 r.
- Poroże
  - krzyż przydrożny, żel.-kam., 1909 r.
  - cmentarz ewangelicki, XIX w.
  - zagroda nr 13
    - dom, drewn., ok. 1922 r.
    - stodoła, drewn., I ćw. XX w.

  - zagroda nr 15
    - dom, drewn., ok. 1920 r.
    - stodoła, drewn., l. 30 XX w.

  - zagroda nr 23
    - dom, mur., ok. 1920 r.
    - stodoła, drewn., ok. 1925 r.

  - zagroda nr 28
    - dom, mur., 1938 r.
    - budynek gospodarczy, mur., I poł. XIX w.

  - zagroda nr 33
    - dom, drewn., I ćw. XX w.
    - stodoła, drewn., I ćw. XX w.

  - zagroda nr 63
    - dom, drewn., k. XIX w.
    - stodoła, drewn., pocz. XX w.

  - dom nr 4, mur., pocz. XX w.
  - dom nr 6, drewn.,I ćw. XX w.
  - dom nr 10, glin., I ćw. XX w.
  - dom nr 20, drewn., 1885 r.
  - dom nr 26, mur., ok. 1920 r.
  - dom nr 27, mur., 1927 r.
  - dom nr 30, drewn., ok. 1910 r.
  - dom nr 34, drewn., ok. 1920 r.
  - dom nr 61, drewn., ok. 1930 r.
  - stodoła w zagrodzie nr 18, drewn., l. 30 XX w.
- Targówka
  - dom nr 21, drewn., l. 50 XX w.
- Zygmuntówek
  - zagroda nr 6
    - dom, drewn., 1930 r.
    - chlew, glin., ok. 1930 r.
    - stodoła, drewn., ok. 1930 r.

  - zagroda nr 22
    - dom, drewn., 1877 r.
    - stodoła, drewn., 1929 r.
    - obora, mur. z kamienia, 1929 r.

  - dom nr 2, drewn., I ćw. XX w.
  - dom nr 3, drewn., ok. 1910 r.
  - dom nr 9, drewn., ok. 1935 r.
  - dom nr 13, glin., ok. 1920 r.
  - dom nr 18, drewn., 1907 r.
  - dom nr 21, drewn., 1915 r.
  - dom nr 30, drewn., 1 ćw. XX w.
  - dom nr 32, drewn., ok. 1930 r.
  - dom nr 33, glin., I poł. XX w.
- Żdżenice
  - wiatrak koźlak, drewn., XVIII/XIX w.
  - dom nr 54, drewn., ok. 1930 r.

Ponadto w miejscowości Feliksów znajdują się słupy milowe przy trasie Malanów-Kalisz, pochodzące z przełomu XIX i XX wieku.

## Ochrona przyrody
Na szczególną ochronę zasługują ekosystemy wodne i tereny wilgotne, które na tym terenie giną w szybkim tempie. Na ochronę zasługują również śródleśne bagna, oczka wodne, naturalne i półnaturalne łąki, torfowiska, źródliska, polany leśne, wrzosowiska, wydmy i starorzecza. Są to jednocześnie miejsca występowania roślin i zwierząt chronionych i rzadkich.
Chronione siedliska przyrodnicze na terenie gminy Malanów to:
- bór chrobotkowy
- łęgi olszowe, olszowo-jesionowe i jesionowe

Rośliny chronione na terenie gminy: pomocnik baldaszkowy, widłak goździsty, widłak jałowcowaty, widlicz spłaszczony, gnidosz rozesłany, bagno zwyczajne, mieczyk dachówkowaty, sasanka łąkowa, mącznica lekarska, centuria pospolita, łuskiewnik różowy, porzeczka czarna, modrzewnica zwyczajna, lilia bulwkowata, ciemiężyk białokwiatowy, janowiec ciernisty, zawilec żółty.
Na terenie gminy występują ponadto:
- 2 gatunki chronionych owadów
- 1 gatunek chronionego mięczaka
- 7 gatunków płazów
- 3 gatunki gadów
- 54 gatunki ptaków
- 5 gatunków chronionych ssaków

### Pomniki przyrody

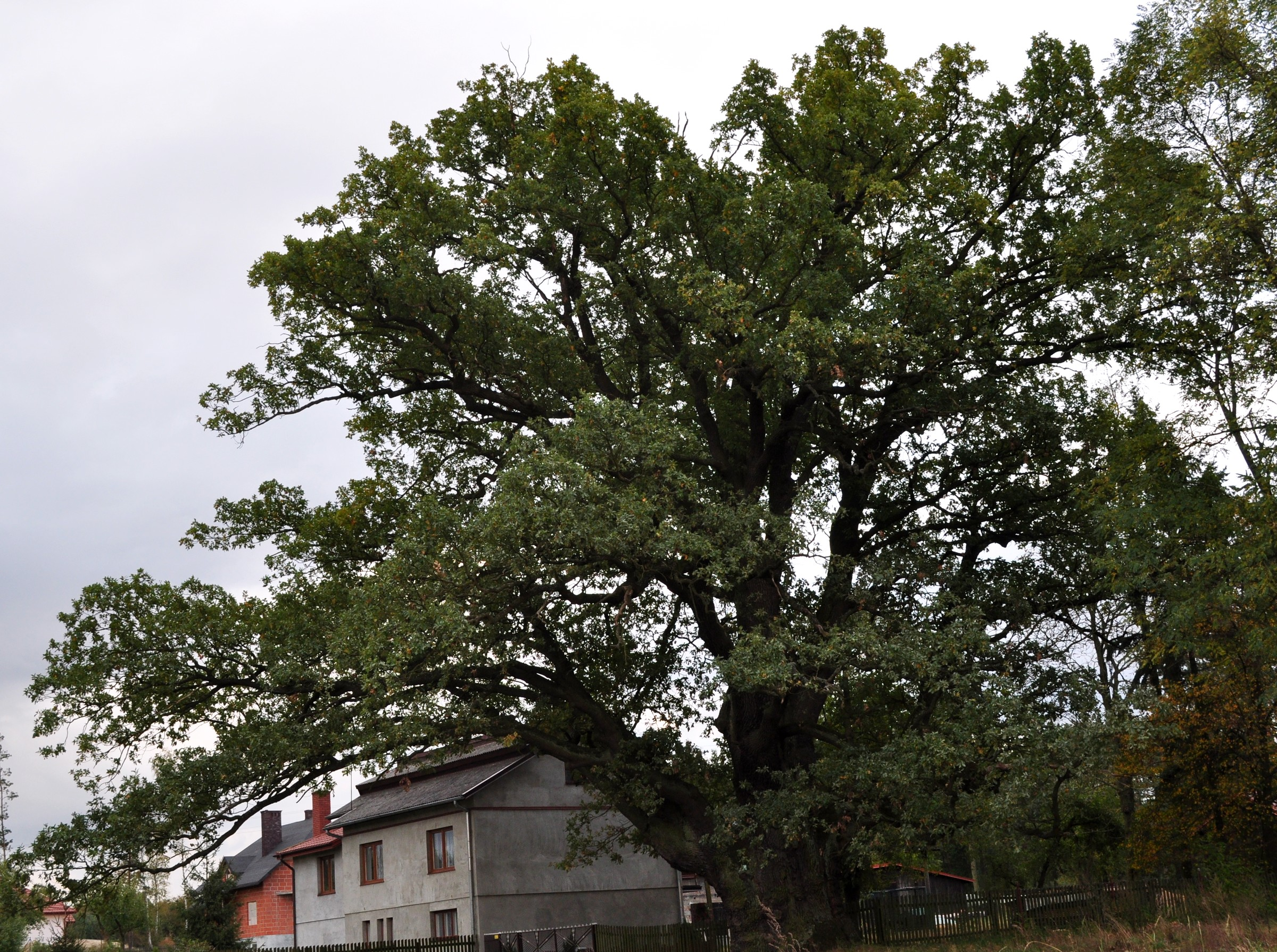
Dąb Bartek w Kotwasicach

Na terenie gminy znajdują się dwa pomniki przyrody:
- sosna pospolita o obwodzie 330 cm, wysokości 15 m i średnicy korony 20 m, rosnąca we wsi Celestyny[5] (objęta ochroną w 1978 roku[2])
- około 600-letni dąb "Bartek" o obwodzie 700 cm, wysokości 18 m i średnicy korony 34 m, rosnący we wsi Kotwasice[5] (objęty ochroną w 1957 roku[2])

## Turystyka
Przez najciekawsze pod względem przyrodniczym i krajobrazowym tereny gminy poprowadzono trzy ścieżki pieszo-rowerowe, których łączna długość wynosi ponad 100 km. Na trasach trzech szlaków turystycznych urządzono 20 punktów dydaktycznych, a także wyznaczono 4 punkty widokowe. Przez północno-wschodnią część gminy przebiega ponadto dydaktyczny szlak rowerowy Panorama.
Infrastrukturę turystyczną na obszarze gminy stanowią zaledwie dwa obiekty oferujące usługi noclegowe (oba w Malanowie), a także cztery punkty gastronomiczne (trzy w Malanowie oraz jeden w Feliksowie).
Ponadto za atrakcję turystyczną uznać można projekt ekologiczny Ekowioska Dziadowice, w ramach którego prowadzona jest też proekologiczna edukacja w formie obozów, warsztatów i szkoleń.

## Kultura i sport
W gminie działają instytucje odpowiedzialne za animowanie życia kulturalnego i sportowego: Centrum Kultury i Sztuki, Gminna Biblioteka Publiczna oraz Ośrodek Sportu i Rekreacji.
Od 2006 roku CKiS wydaje miesięcznik samorządowy informator lokalny Gazeta Malanowska.

### Imprezy kulturalne
Cyklicznie organizowane są imprezy sportowe i kulturalne, m.in.:
- Dni Malanowa
- plener malarski "Malowniczy Malanów"
- festyn folklorystyczny w Dziadowicach
- festyn rodzinny w Porożu
- biegi uliczne "Malanowska Jesień"
- rozgrywki Gminnej Ligi Piłki Nożnej
- mistrzostwa gminy oraz turnieje w wielu dyscyplinach sportowych (piłka nożna, siatkówka, beach soccer, tenis stołowy, tenis ziemny, szachy, badminton, dart)

### Obiekty sportowe
Na terenie gminy znajdują się następujące obiekty infrastruktury sportowej:
- hala sportowa przy Gimnazjum w Malanowie
- kompleks sportowy "Moje Boisko Orlik 2012" przy ul. Parkowej w Malanowie
- kompleks sportowy "Moje Boisko Orlik 2012" przy ul. Szkolnej w Malanowie
- kompleks sportowy "Moje Boisko Orlik 2012" w Miłaczewie
- gminne boisko piłkarskie przy ul. Parkowej w Malanowie
- boisko piłkarskie w Grąbkowie
- boisko piłkarskie w Bibiannie
- boisko piłkarskie w Dziadowicach-Folwark
- boisko piłkarskie w Czachulcu Starym
- boisko do beach soccera w Grąbkowie
- boisko do piłki siatkowej plażowej w Bibiannie
- boisko do piłki siatkowej plażowej w Porożu
- wielofunkcyjne boisko poliuretanowe w Kotwasicach
- wielofunkcyjne boisko poliuretanowe w Dziadowicach

Ponadto gmina Malanów uzyskała tytuł Sportowa Gmina 2011, przyznany przez Polski Klub Infrastruktury Sportowej w ramach programu Budujemy Sportową Polskę.

### Stowarzyszenia
- Klub Sportowy "Grom" Malanów
- Młodzieżowy Klub Siatkarski Malanów
- Wielkopolski Klub Kyokushin Karate w Malanowie
- Uczniowski Klub Sportowy "Start" w Malanowie
- Stowarzyszenie "Nadzieja" w Malanowie
- Stowarzyszenie Sportowo-Kulturalne Wsi Czachulec
- Stowarzyszenie Mieszkańców dla Rozwoju Wsi Poroże
- Stowarzyszenie Kotwica - Wspólnie dla Kotwasic
- Stowarzyszenie "Przystań Miłaczewek"
- Stowarzyszenie "Pomocna Dłoń" w Miłaczewie
- Stowarzyszenie Emerytów w Malanowie
- Ochotnicza Straż Pożarna w Bibiannie
- Ochotnicza Straż Pożarna w Dziadowicach
- Ochotnicza Straż Pożarna w Feliksowie
- Ochotnicza Straż Pożarna w Grąbkowie
- Ochotnicza Straż Pożarna w Kotwasicach
- Ochotnicza Straż Pożarna w Malanowie
- Ochotnicza Straż Pożarna w Miłaczewie
- Ochotnicza Straż Pożarna w Porożu
- Ochotnicza Straż Pożarna w Targówce
- Ochotnicza Straż Pożarna w Żdżenicach

## Parafie
Na obszarze gminy znajduje się jedna parafia rzymskokatolicka, obejmująca swoim zasięgiem większość obszaru gminy.
Ponadto niektóre miejscowości podlegają pod Parafię Narodzenia Najświętszej Maryi Panny w Grzymiszewie (Bibianna) oraz Parafię św. Katarzyny w Przepolewie Kościelnym (Poroże, Czachulec Stary).

## Miasta partnerskie
- gmina Peczera[25]
- Tulczyn[26]
- Zdzieszowice